# Friedrich II. (Österreich)

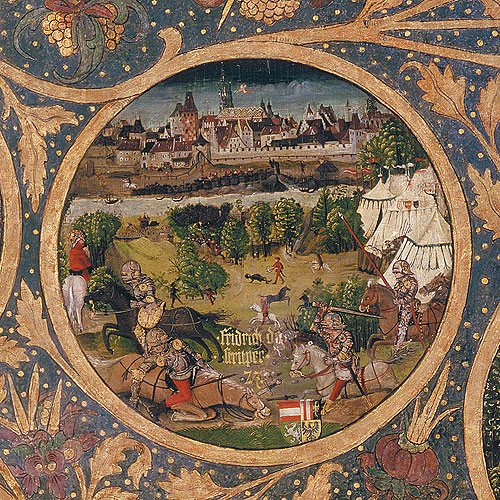
Herzog Friedrich II. (Babenberger-Stammbaum, um 1490, Stift Klosterneuburg)

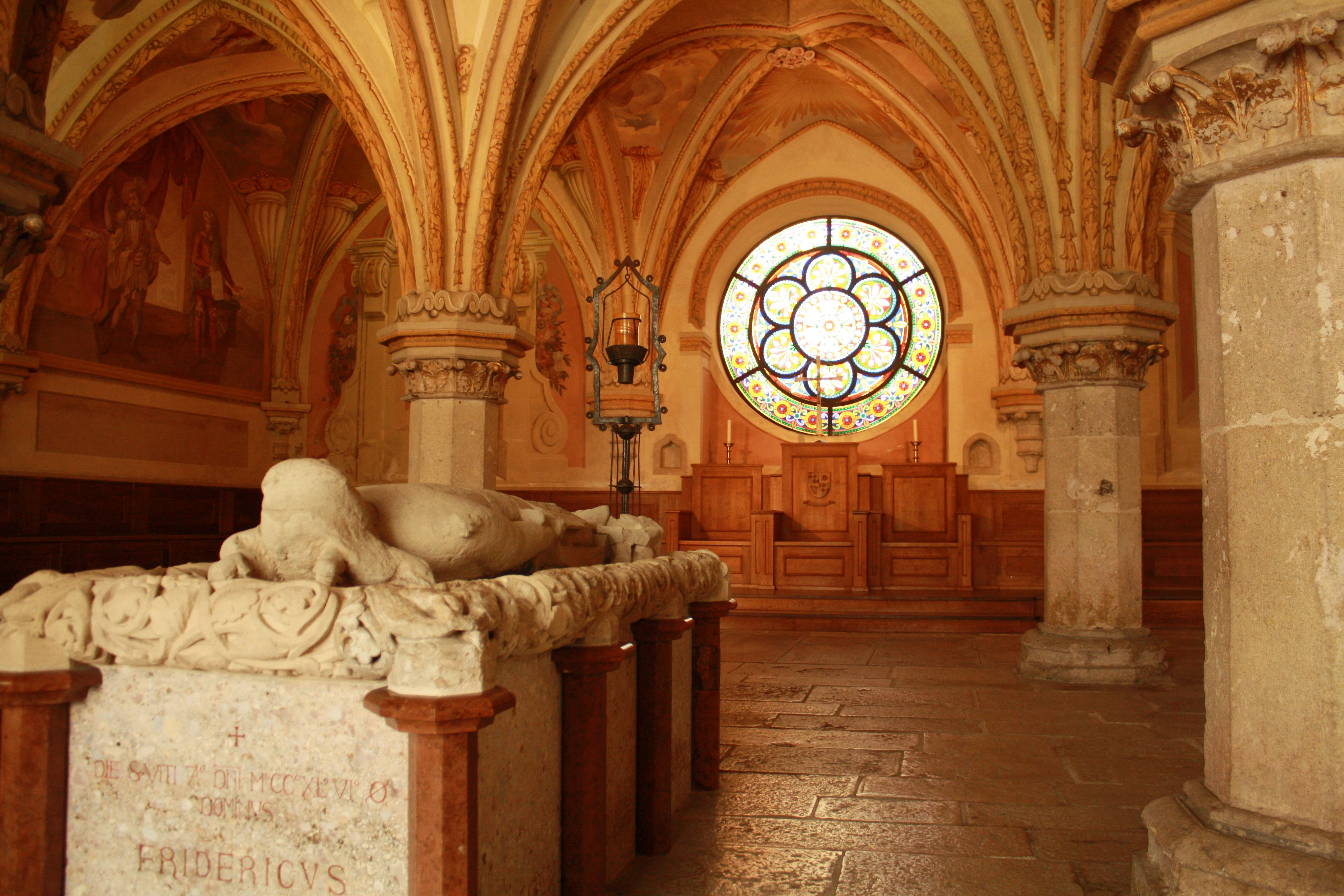
Stift Heiligenkreuz, Kapitelsaal mit Hochgrab Herzog Friedrich II

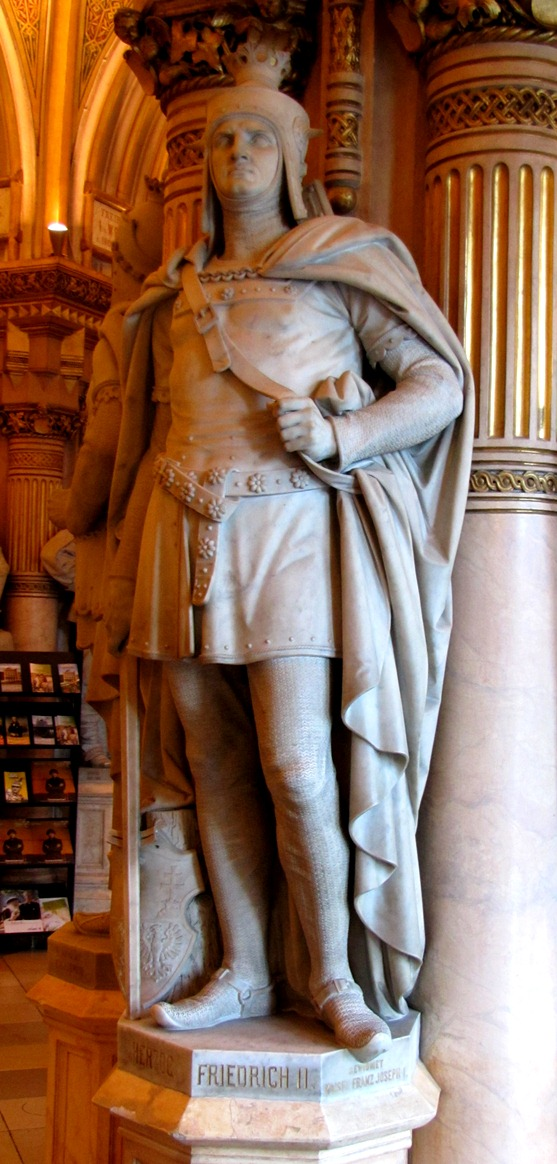
Statue im Heeresgeschichtlichen Museum

Friedrich II., auch Friedrich der Streitbare, (* 1211 in Wiener Neustadt; † 15. Juni 1246 in der Schlacht an der Leitha) stammt aus dem Geschlecht der Babenberger und war von 1230 bis 1246 Herzog von Österreich und der Steiermark.

## Leben
Friedrich war der einzige seinen Vater überlebende Sohn von Herzog Leopold VI. und Theodora Angela, einer byzantinischen Prinzessin.
Er selbst war in erster Ehe mit der kinderlosen Eudokia/Sophia Laskarina verheiratet. Durch seine zweite Ehe (1229–1243) mit Agnes von Meranien, die riesige Gebiete in Krain und der Windischen Mark und Allode um Neuburg am unteren Inn als Mitgift eingebracht hatte, fühlte er sich berechtigt, sich 1232 Dominus Carniolae (Herr von Krain) zu nennen. 1243 ließ er sich von ihr scheiden und behielt sich die Güter am Inn.
Sein Beiname der Streitbare wurde ihm nicht zu Unrecht gegeben – er war zeit seiner Regierung ständig in Kämpfe mit allen Nachbarn verwickelt – vor allem mit Ungarn, Bayern und Böhmen. Auch die bisher dem Herzogshaus treu ergebenen Kuenringer erhoben sich gleich zu Anfang seiner Regierung gegen ihn. Am gefährlichsten waren aber seine Streitigkeiten mit Kaiser Friedrich II., der ihn 1236 sogar ächtete. Wien war während seiner Ächtung für ein paar Jahre freie Reichsstadt. Er konnte sich aber in Wiener Neustadt halten. 1239 kam es jedoch zu einer spektakulären Wendung in der kaiserlichen Politik – Friedrich wurde zu einem wichtigen Bündnispartner des Kaisers. Er verhandelte mit ihm über die Erhebung Wiens zu einem Bistum und sogar über die Erhöhung Österreichs (mit der Steiermark) zu einem Königreich. Eine Bedingung wäre aber eine Heirat seiner Nichte Gertrud mit dem damals fast fünfzigjährigen Kaiser gewesen, was das Mädchen aber ablehnte. Friedrich fiel 1246 in der Schlacht an der Leitha gegen den Ungarnkönig Béla IV.; mit ihm starben die Babenberger im Mannesstamm aus.
Friedrich der Streitbare bildet als letzter Babenberger einen Epochenumbruch in der Geschichte Österreichs. In seinen hochfliegenden Plänen seinem späteren Nachfolger Rudolf IV. nicht unähnlich, wurde er immer wieder Opfer seines unsteten Charakters.
Für Friedrich den Streitbaren, der auch ein großzügiger Förderer des Stiftes Heiligenkreuz war, wurde im Kapitelsaal des Klosters ein eindrucksvolles Hochgrab geschaffen.
Erbberechtigt nach ihm waren (da das Privilegium Minus auch die weibliche Erbfolge vorsah) seine Schwester Margarete und seine Nichte Gertrud von Österreich. Gertrud heiratete 1246 zuerst Vladislav von Mähren, einen Sohn König Wenzels I. von Böhmen. Die Ehe dauerte nur wenige Monate, da Vladislav bald verstarb. In zweiter Ehe heiratete sie 1248 Hermann von Baden, der sich in Österreich allerdings nicht richtig durchsetzen konnte und ebenfalls jung starb. 1252 ging sie ihre dritte Ehe mit Roman von Halicz, einem Verwandten des Ungarnkönigs, ein. Diese wurde, als die Herzogtümer inzwischen Margarete zugesprochen waren, geschieden. Margarete wurde von dem mehr als zwanzig Jahre jüngeren Ottokar Přemysl geheiratet. Daraufhin wurde Österreich zu einem Konfliktfeld zwischen Přemysliden und Arpaden. Bei diesem Konflikt konnte Ottokar sich vorläufig durchsetzen.

## Rezeption
Durch die kaiserliche Entschließung von Franz Joseph I. vom 28. Februar 1863 wurde Friedrich II. in die Liste der „berühmtesten, zur immerwährenden Nacheiferung würdiger Kriegsfürsten und Feldherren Österreichs“ aufgenommen, zu deren Ehren und Andenken auch eine lebensgroße Statue in der Feldherrenhalle des damals neu errichteten k. k. Hofwaffenmuseums (heute: Heeresgeschichtliches Museum Wien) errichtet wurde. Die Statue wurde 1870 vom Bildhauer Josef Gasser aus Carrara-Marmor geschaffen, gewidmet wurde sie von Kaiser Franz Joseph selbst.